# Шишич, Фердо
Фердо Шишич (9 марта 1869, Винковци — 1 января 1940, Загреб) — хорватский историк, основоположник хорватской историографии XX века. Внёс свой вклад в изучение средневековой истории Хорватии.

## Биография
Фердо Шишич родился в Винковцах. После окончания общеобразовательной школы Загреба в 1888 году он поступил на философский факультет Загребского университета, получив диплом «Кандидата в учителя» летом 1892 года. Далее Шишич продолжил обучение в Вене. Вернулся в Загреб после 6 семестра. Между 1892 и 1902 годами работал учителем, преподавая в Госпиче в 1892-1893 годах, после в Загребе в 1984 и в Осиеке до 1902.
В 1902 году стал частным ассистентом профессора хорватской истории XII—XIV веков. В 1910 году стал членом Югославской академии наук и искусств. Он работал университетским профессором на протяжении лета семестра 1937/1938 годов и вышел на пенсию в 1939. Умер 1 января 1940 года в Загребе.

## Историк
Вклад Шишича в хорватскую культуру и науку составил более 450 работ. Он в основном интересовался историей Хорватии в Средние века. Одной из его крупных работ была «История хорватов во времена народных правителей», тогда как популярной считалась «Вступление к истории хорватского народа», которая была отредактирована Ярославом Шидаком и широко использовалась в науке на протяжении следующих пяти декад.

## Политический активист
Шишич входил в состав Хорватско-сербской коалиции в 1908 — 1917 годах. Его биографисты иногда говорили о политическом непостоянстве, амбициях, слабом характере и оппортунизме; но вместе с тем Шишич признавался, что не интересуется политикой.

## Работы
- Hrvatski saborski spisi (рус. Документы хорватского парламента)
- Ljetopis popa Dukljanina (рус. Хроники Дуклиянина)
- Korespodencija Rački-Strossmayer (рус. Корреспонденция Рачки-Штросмайер)
- Dokument o postanku Kraljevine SHS (рус. Документ создания Королевства СХС)
- Hrvatska povijest (рус. История Хорватии)
- Pregled povijesti hrvatskog naroda (рус. Вступление к истории хорватского народа)
- Povijest Hrvata u vrijeme narodnih vladara (рус. История хорватов во время народного правительства)
- Poviest Hrvata za kraljeva iz doma Arpadovića (рус. История хорватов во времена династии Арпадов)